# Merriweather Post Pavilion
Pour l'album d'Animal Collective sorti en 2009, voir Merriweather Post Pavilion (album).
Le Merriweather Post Pavilion ou Merriweather est un lieu de concert en plein air, de 162 000 m2, situé au cœur du quartier nouveau de Columbia dans le Maryland. Il tire son nom de l'héritière de la société American Post Foods, Marjorie Merriweather Post. À l'origine uniquement destiné aux concerts estivaux du National Symphony Orchestra, il accueille par la suite des musiciens plus pop. Conçu par l'architecte Frank Gehry, il a ouvert en 1967. Sa capacité actuelle est de 19 316 places.

## Évènements
En 1967, pour la cérémonie d'inauguration, le National Symphony Orchestra interprète deux morceaux composés à l'occasion par le compositeur américain Morton Gould. 
En 1969, les Who s'y produisent avec Led Zeppelin ; c'est la seule fois où ces deux groupes participent au même concert.
Dans les années 1970, Jackson Browne y enregistre des morceaux de son album Running on Empty. En juillet 1978, Genesis y tourne le clip de la chanson Many Too Many, parue sur l'album ... And Then There Were Three.... Jimmy Buffett se produit au Merriweather plus de quarante fois. Les Kinks y enregistrent une partie de leur album Live: The Road.
Dans les années 1980, Dire Straits y passe durant leur tournée Brothers In Arms.
Le 1er juin 1985 Madonna joue au Merriweather pour sa tournée The Virgin Tour, avec les Beastie Boys en première partie.
Le 22 juillet 1988, Def Leppard s'y produit pour sa tournée Hysteria World Tour.
Les 18 et 19 juillet 1990, David Bowie y joue durant son Sound + Vision Tour.
En 1990, la police interdit au Grateful Dead et au Jerry García Band de s'y produire, en partie parce que plusieurs de leurs fans sont arrêtés pour détention de drogue.
Le 20 juin 2000, Britney Spears inaugure son Oops!... I Did It Again Tour au Merriweather.
Le 15 septembre 2001, Aerosmith est programmé. Le concert n'aura pas lieu, à cause des risques d'attentats à la suite du 11 septembre 2001.
Animal Collective intitule son album de 2009 Merriweather Post Pavilion après son passage au Merriweather.
Après s'être déroulé trois années de suite au Pimlico Race Course de Baltimore, le Virgin Mobile Festival de 2009 se tient au Merriweather le 30 aout.
Le 19 juin 2010 Scorpions fait un arrêt au Merriweather lors de sa tournée d'adieu Get Your Sting and Blackout World Tour avec le groupe Cinderella.
De 1997 à 1999, et de nouveau en 2010, le Merriweather accueille Lilith Fair.

## Référence
- (en) Cet article est partiellement ou en totalité issu de l’article de Wikipédia en anglais intitulé « Merriweather Post Pavilion » (voir la liste des auteurs).